# Ouled H'Cine
Ouled H'Cine  (in arabo أولاد حسين‎?) è un centro abitato e comune rurale del Marocco situato nella provincia di Sidi Slimane, regione di Rabat-Salé-Kénitra. Conta una popolazione di 30 215 abitanti (censimento 2014).